# Lovagregény (film)
A Lovagregény (eredeti cím: A Knight's Tale) 2001-ben bemutatott amerikai történelmi kalandfilm-vígjáték, melyet Brian Helgeland írt és rendezett. Az eredeti címet Geoffrey Chaucer Canterbury mesék című művéből kölcsönözték, melyben az egyik fejezet címe Egy lovag meséje (eredetileg A Knight's Tale). A főszerepben Heath Ledger látható.
A filmben keveredik a középkor és a jelenkor; a cselekmény a középkorban játszódik korhű díszletek közt, korhű ruhákban, azonban több mai nagy rock szám is elhangzik (többek közt Queen: We Will Rock You, War: Low Rider, David Bowie: Golden Years, Thin Lizzy: The Boys Are Back in Town és AC/DC: You Shook Me All Night Long).

## Szereplők
| Szereplő                                       | Színész              | Magyar hang      |
| ---------------------------------------------- | -------------------- | ---------------- |
| William Thatcher / Sir Ulrich von Lichtenstein | Heath Ledger         | Stohl András     |
| Adhemar gróf                                   | Rufus Sewell         | László Zsolt     |
| Geoffrey Chaucer                               | Paul Bettany         | Alföldi Róbert   |
| Wat Falhurst                                   | Alan Tudyk           | Gyuriska János   |
| Roland                                         | Mark Addy            | Csuja Imre       |
| Lady Jocelyn                                   | Shannyn Sossamon     | Létay Dóra       |
| Kate, patkolókovács                            | Laura Fraser         | Bognár Gyöngyvér |
| Sir Thomas Colville                            | James Purefoy        | Juhász György    |
| John Thatcher                                  | Christopher Cazenove | Varga Tamás      |

## A film készítése
A filmet Prágában forgatták, mivel a készítők ezt a várost találták a legeredetibbnek egy középkorban játszódó film elkészítéséhez.
A londoni és roueni helyszínek cselekményeit, valamint a lovagi tornát a Barandov Stúdióban vették fel. A párizsi Notre-Dame, a bálnak helyet adó díszterem és a roueni katedrális hiteles másait egy jégkorong-stadionban építették meg.